# Chiesa di San Michele Arcangelo (Sovicille)
La chiesa di San Michele Arcangelo è un edificio sacro che si trova a Brenna, nel comune di Sovicille.

## Storia e descrizione
Fondata nell'XI secolo, fu ricostruita nel XVIII secolo. L'assetto della chiesa si presenta nell'allestimento settecentesco: al centro dell'altar maggiore, concepito con stucchi alla romana, si trova la tela di Niccolò Franchini raffigurante San Michele Arcangelo; negli altari laterali si trova il gruppo dei Dolenti, modellati in gesso nel Settecento, a fianco del Crocifisso ligneo policromato del XIV secolo. Dalla chiesa proviene uno dei manufatti pittorici più antichi della produzione senese: un dossale d'altare di forma trapezoidale, databile alla metà del Duecento, oggi conservato nel Museo Diocesano.